# Notoplusia clara
Notoplusia clara är en fjärilsart som beskrevs av Pieter Cramer 1782. Notoplusia clara ingår i släktet Notoplusia och familjen tandspinnare. Inga underarter finns listade i Catalogue of Life.

## Bildgalleri

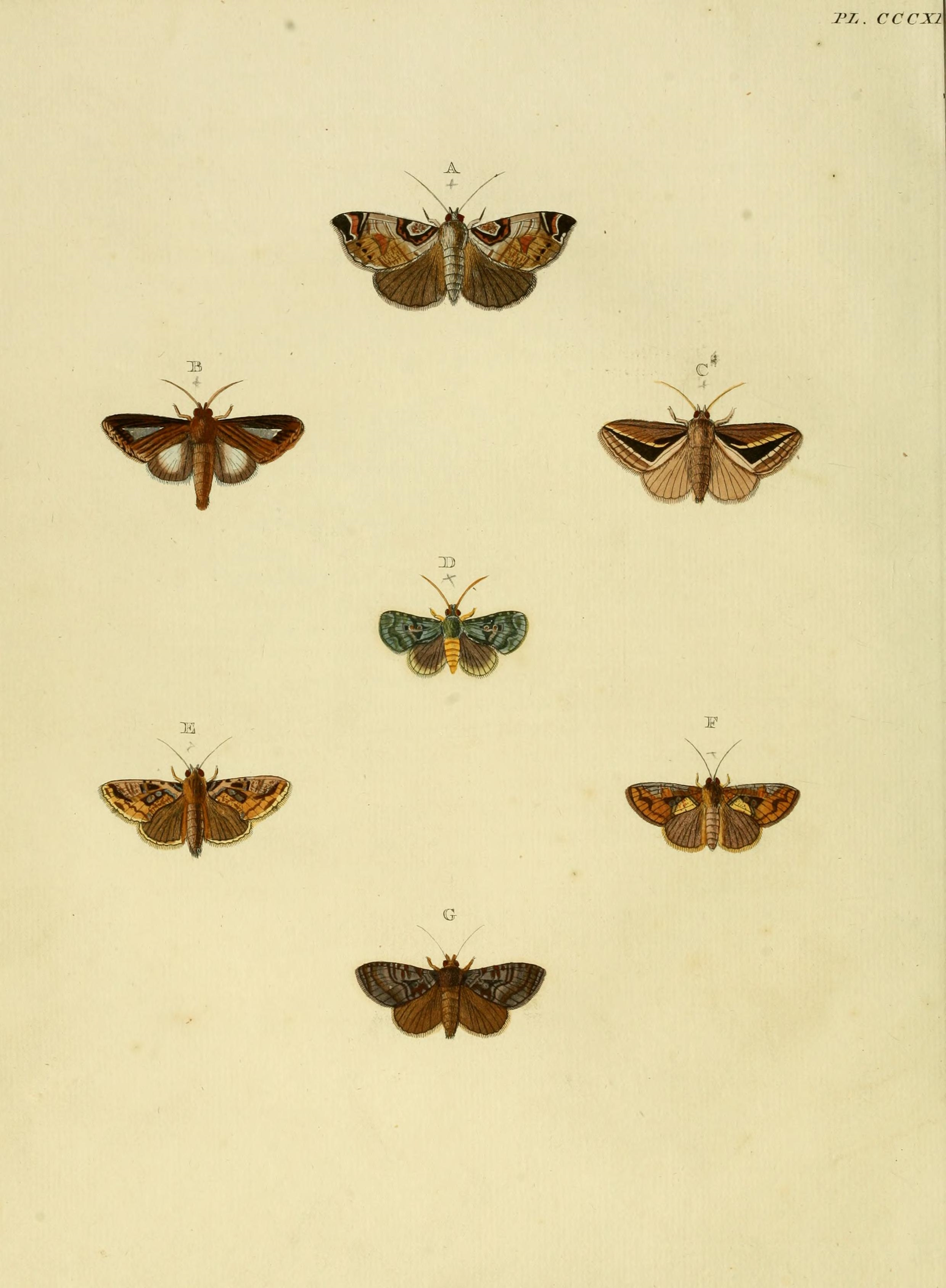
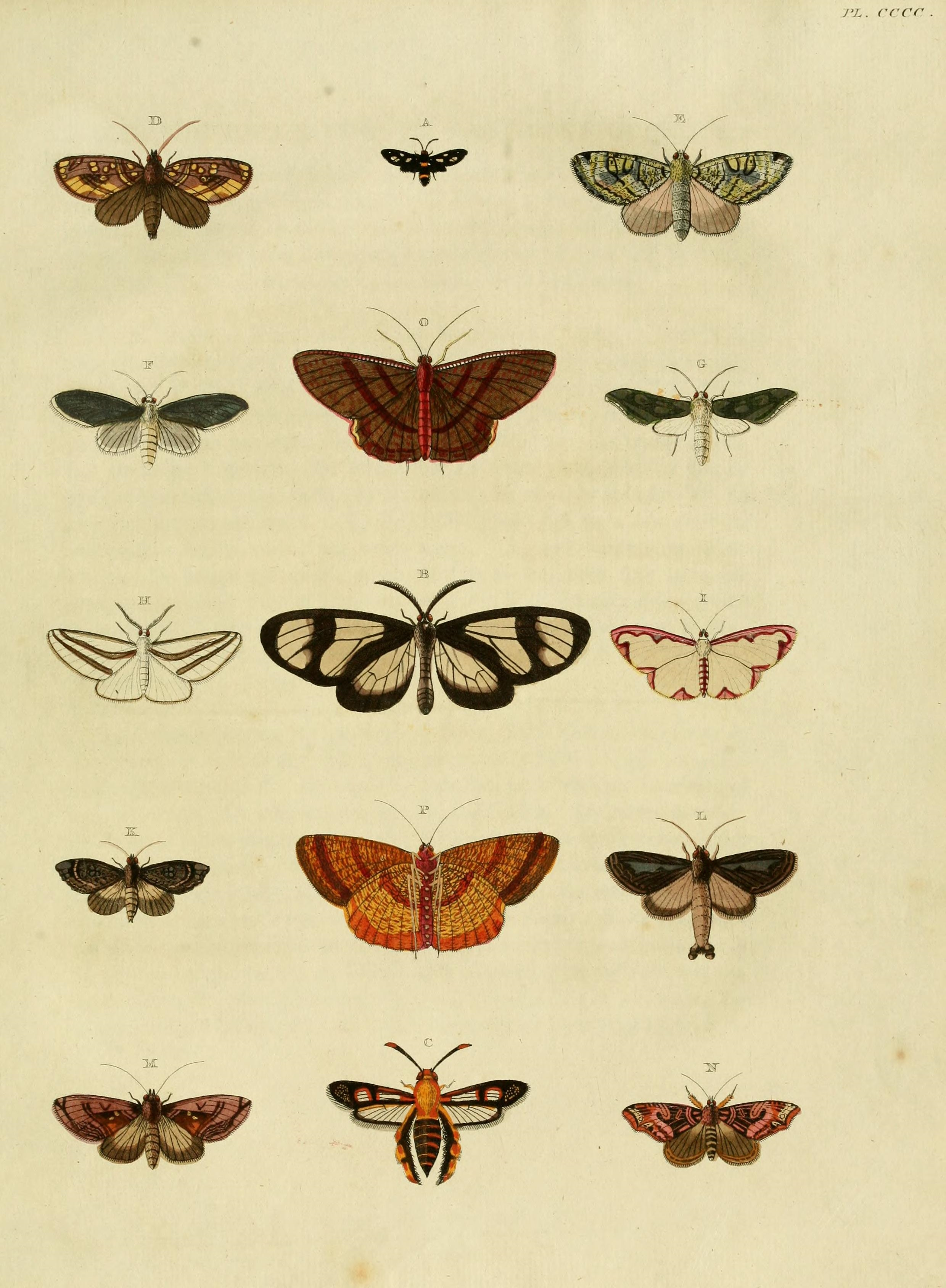